# Výrava
Výrava (německy Wirau) je obec v okrese Hradec Králové v Královéhradeckém kraji. Žije zde 437 obyvatel.

## Historie
První písemná zmínka o obci pochází z roku 1406.

## Současnost
Obec je známá svým zastřešeným letním parketem, kde se pravidelně konají rockové koncerty. Počet návštěvníků hudebních akcí převyšuje počet stálých obyvatel Výravy. Areál je uprostřed obce.

## Obyvatelstvo
| Rok            | 1869 | 1880 | 1890 | 1900 | 1910 | 1921 | 1930 | 1950 | 1961 | 1970 | 1980 | 1991 | 2001 | 2011 | 2021 |
| -------------- | ---- | ---- | ---- | ---- | ---- | ---- | ---- | ---- | ---- | ---- | ---- | ---- | ---- | ---- | ---- |
| Počet obyvatel | 777  | 763  | 788  | 775  | 729  | 666  | 678  | 486  | 492  | 440  | 384  | 317  | 300  | 376  | 418  |
| Počet domů     | 125  | 129  | 150  | 130  | 132  | 134  | 160  | 162  | 143  | 139  | 124  | 143  | 145  | 157  | 171  |

## Obecní správa
Mezi lety 1869–1980 Výrava byly obcí v okrese Hradec Králové (1869–1930), poté v okrese Hradec Králové-okolí (1950) a později v okrese Hradec Králové. Od 1. července 1980 do 23. listopadu 1990 patřila jako část obce k Černilovu a od 24. listopadu 1990 je opět samostatnou obcí.

### Části obce
- Výrava
- Dolní Černilov

### Obecní symboly
Znak a původní vlajka byly obci uděleny rozhodnutím předsedy Poslanecké sněmovny Parlamentu České republiky dne 19. listopadu 2009. Druhá vlajka získala rozhodnutím předsedkyně PSP ČR dne 14. června 2013.

Vlajka obce Výrava (2009–2013) Poměr stran: 2:3

## Pamětihodnosti
- Kaple Narození svatého Jana Křtitele